# Oscar Arteta Terzi
Oscar Augusto Arteta Terzi fue un policía y político peruano. 
Fue director general de la Guardia Civil del Perú entre 1960 y 1961. En 1963, fue elegido senador por el departamento del Cusco en las elecciones de ese año en los que salió elegido por primera vez Fernando Belaúnde Terry.